# Progress M-20M
Progress M-20M (ryska: Прогресс М-2M0) eller som NASA kallar den, Progress 52 eller 52P, var en rysk obemannad rymdfarkost som levererade förnödenheter, syre, vatten och bränsle till rymdstationen ISS. Den sköts upp med en Sojuz-U-raket från Kosmodromen i Bajkonur 27 juli 2013 och dockade med ISS den 28 juli.
Farkosten lämnade stationen den 4 februari 2014 och brann upp i jordens atmosfär den 11 februari 2014.

### Fotnoter
1. ↑  ”NASA Space Science Data Coordinated Archive” (på engelska). NASA. https://nssdc.gsfc.nasa.gov/nmc/spacecraft/display.action?id=2013-039A. Läst 1 mars 2020.
2. ↑  Manned Astronautics - Figures & Facts Arkiverad 5 oktober 2015 hämtat från the Wayback Machine., läst 22 juli 2016.